# 5 (álbum de JJ Cale)
5 es el quinto álbum de estudio del músico estadounidense JJ Cale, publicado por la compañía discográfica MCA Records en agosto de 1979. Gran parte de las canciones fueron grabadas y mezcladas en The Lakehouse, Old Hickory, Tennessee. Con la reedición de 5 en formato CD, «Katy Kool Lady» fue reemplazada por otra canción, aunque su nombre se mantuvo en el disco. La canción fue posteriormente incluida en el recopilatorio Rewind: The Unreleased Recordings con el nombre de «Out of Style».
Aunque solo alcanzó el puesto 136 en la lista estadounidense Billboard 200, 5 obtuvo un mayor éxito en países europeos como Noruega, donde alcanzó el puesto ocho. En Nueva Zelanda, el álbum también alcanzó el puesto ocho de la lista de discos más vendidos.

## Lista de canciones
Todas las canciones escritas y compuestas por JJ Cale excepto donde se anota. 
| N.º | Título                          | Escritor(es)                  | Duración |  |
| 1.  | «Thirteen Days»                 |                               | 2:50     |  |
| 2.  | «Boilin’ Pot»                   |                               | 2:51     |  |
| 3.  | «I’ll Make Love to You Anytime» |                               | 3:13     |  |
| 4.  | «Don’t Cry Sister»              |                               | 2:14     |  |
| 5.  | «Too Much for Me»               |                               | 3:13     |  |
| 6.  | «Sensitive Kind»                |                               | 5:10     |  |
| 7.  | «Friday»                        |                               | 4:13     |  |
| 8.  | «Lou-Easy-Ann»                  |                               | 2:47     |  |
| 9.  | «Let’s Go to Tahiti»            | Bill Boatman, Roger Tillotson | 2:52     |  |
| 10. | «Katy Kool Lady»                | J.J. Cale, Christine Lakeland | 2:24     |  |
| 11. | «Fate of a Fool»                |                               | 2:54     |  |
| 12. | «Mona»                          |                               | 3:16     |  |

nota : En la edición española de este álbum se incluía el tema Cocaine.

## Posición en listas
| País           | Lista                   | Posición |
| -------------- | ----------------------- | -------- |
| Alemania       | Media Control Charts    | 27       |
| Austria        | Austrian Top 75 Albums  | 22       |
| Estados Unidos | Billboard 200           | 136      |
| Noruega        | Norwegian Top 40 Albums | 8        |
| Nueva Zelanda  | New Zealand Music Chart | 8        |
| Reino Unido    | UK Albums Chart         | 40       |
| Suecia         | Swedish Albums Chart    | 24       |